# Melanagromyza longiseta
Melanagromyza longiseta este o specie de muște din genul Melanagromyza, familia Agromyzidae, descrisă de Malloch în anul 1913. Conform Catalogue of Life specia Melanagromyza longiseta nu are subspecii cunoscute.